# 韶州
韶州，隋朝时设置的州。
开皇九年（589年）改东衡州置。以州北韶石得名。治所在曲江县（今广东省韶关市南武水之西）。十一年废。唐朝贞观元年（627年）复置，仍治曲江县。辖境相当今广东省韶关、乐昌、仁化、南雄、翁源、始兴、乳源等市县地。下辖曲江县、乐昌县、始兴县、仁化县（今广东省仁化县丹霞街道北三里走马坪）、浈昌县（今广东省南雄县雄州镇）、翁源县（今广东省翁源县官渡镇六里村横江头）、临泷县（634年废除，今广东省曲江县白土镇）、良化县（634年废除，今广东省乳源县侯公渡）。天宝元年（742年）改为始兴郡，乾元元年（758年）复为韶州。五代时南汉分南雄、始兴地置雄州，辖境缩小。元朝至元十五年（1278年）升为韶州路。为岭南军事戍守要地。
韶州刺史
- 武士逸（贞观初年）
- 李思恭（贞观年间）
- 萨孤吴仁（655年—657年）
- 庞同本（唐高宗时）
- 贺兰敏之（671年）
- 韦据（713年）
- 柳无忝（722年）
- 罗思崇（开元年间）
- 韦伦（763年）
- 杨瑊（765年）
- 韦迢（769年）
- 李遏（大历年间）
- 韦懿（大历年间）
- 韦安贞（大历年间）
- 韩会（777年—779年）
- 李逷（建中年间）
- 裴札（784年）
- 徐申（784年—789年）
- 唐戬（贞元年间）
- 李昌幽（贞元年间）
- 胡证（贞元年间，未任）
- 李直方（805年）
- 臧涣（809年）
- 裴礼（810年—812年）
- 李某（元和年间）
- 周君巢（816年）
- 浑镐（817年）
- 张蒙（817年—820年）
- 独孤朗（821年）
- 杜元颖（829年，未任）
- 吴武陵（大和年间）
- 李洎（大中、咸通年间）
- 杨严（868年）
- 于琮（872年—873年）
- 谢肇（874年）
- 陈谠（乾符初年）
- 杨思愿（乾符年间）
- 金夔（881年）
- 霍存（唐僖宗时，遥领）
- 曾衮（898年）
- 卢延昌（903年—907年）
- 屈隐之

## 参看
- 韶关市
- 韶州路
- 韶州府